# Rothenbrunnen
Rothenbrunnen est une commune suisse du canton des Grisons, située dans la région de Viamala.

## Monuments
Le château de Hochjuvalt est classé comme bien culturel d'importance nationale.